# Dagmar Preising
Dagmar Preising (* 1956 in Eschweiler) ist eine deutsche Kunsthistorikerin und Kuratorin. Sie war von 1994 bis 2024 Leiterin der graphischen Sammlung des Suermondt-Ludwig-Museums in Aachen und leitete von 2007 bis 2016 zudem das Aachener Couven-Museum. Preising forscht und publiziert zum späten Mittelalter und der frühen Neuzeit sowie zum 19. Jahrhundert.

## Leben
Nach ihrem Abitur an der Viktoriaschule Aachen studierte Dagmar Preising Kunstgeschichte, Baugeschichte und Geschichte an der RWTH Aachen und Kunstgeschichte, Klassische Archäologie und Mediävistik an der Ludwig-Maximilians-Universität München. Im Rahmen ihrer Dissertation 1994 in München untersuchte sie Gestalt und Funktion gotischer Reliquientafeln und Reliquienaltärchen. Bereits in den 1980er Jahren hatte sie Inventarisierungsprojekte am Suermondt-Ludwig-Museum in Aachen durchgeführt und mehrere kleinere Kataloge verantwortet. Nach ihrer Promotion blieb sie ab 1994 als Kustodin für Skulptur und Graphik in dem Museum.
Einen Lehrauftrag am Institut für Kunstgeschichte der RWTH Aachen seit 1998 übte sie bis 2006 aus, darüber hinaus ist sie seit 1998 Redaktionsmitglied der Aachener Kunstblätter, in denen sie zahlreiche Aufsätze veröffentlichte.
In den Jahren 2007 bis 2016 übernahm sie neben ihren Aufgaben am Suermondt-Ludwig die Leitung des Couven-Museums, an dem sich daraufhin innerhalb von zwei Jahren die Besucherzahlen des Museums verdoppelten. Mit Wirkung zum April 2024 ging Preising in den Ruhestand und arbeitet fortan freiberuflich für ausgesuchte Projekte.

## Publikationen (Auswahl)
- Dagmar Preising: Bild und Reliquie: Gestalt und Funktion gotischer Reliquientafeln und -altärchen. (Dissertation 1994). In: Aachener Kunstblätter. Band 61. Aachen 1997, S. 13–84.
- mit Adam C. Oellers, Ulrich Schneider: In gotischer Gesellschaft: spätmittelalterliche Skulpturen aus einer niederländischen Privatsammlung. (Ausstellungskatalog 18. April – 12. Juli 1998 Suermondt-Ludwig-Museum Aachen). Hrsg.: Suermondt-Ludwig-Museum (= Die grossen Privatsammlungen). Wienand, Köln 1998, ISBN 3-87909-602-3.
- Gemaltes Meisterwerk in Kupferstich und Radierung: zum Umgang mit Bildern im 17. und 18. Jahrhundert. (Ausstellungskatalog Suermondt-Ludwig-Museum Aachen, 17. Dezember 1998 - 21. Februar 1999) (= Bestandskatalog des Suermondt-Ludwig-Museums Aachen. Nr. 24). Suermondt-Ludwig-Museum, Aachen 1999.
- Suermondt-Ludwig-Museum (Hrsg.): Skulpturenkatalog des Suermondt-Ludwig-Museums. Teil 1: Bildwerke des Köln-Lütticher Raumes 1180 bis 1430. Suermondt-Ludwig-Museum, Aachen 2003.
- Karl-Heinz Jeiter - „Kein Tag ohne Linie“: Zeichnungen von 2001 bis heute. [Ausstellung Suermondt-Ludwig-Museum, Aachen, 7.10.2005 - 8.1.2006]. Suermondt-Ludwig-Museum, Aachen 2005, ISBN 3-929203-57-X.
- Das geheime Leben der Ornamente: Odine Lang. [zur Ausstellung „Das Geheime Leben der Ornamente“, Odine Lang - Objekte im Couven-Museum, Aachen, 24.9. - 30.10.2011]. Couven-Museum, Aachen 2011, DNB 1014968631.
- Jagdtrophäe und Schnitzwerk. Zum Typus des Geweihleuchters. In: Dagmar Preising, Michael Rief und Christine Vogt (Hrsg.): Artefakt und Naturwunder. Das Leuchterweibchen der Sammlung Ludwig, Ausstellung Ludwiggalerie Schloss Oberhausen 6. Februar bis 17. April 2011, Bielefeld, Leipzig, Berlin 2011, S. 17–83
- Die Unterweisung Mariens oder Anna lehrt Maria das Lesen. Zu einem Bildmotiv der Annenverehrung im Spätmittelalter, in: Anna lehrt Maria das Lesen. Zum Annenkult um 1500. Die Unterweisung Mariens aus der Sammlung Peter und Irene Ludwig, Hrsg. Dagmar Preising, Michael Rief und Christine Vogt, Ludwiggalerie Schloss Oberhausen, Bielefeld-Berlin 2019, S. 15–51.